# Debian
Debian er både navnet på det ikke-kommercielle fri software-styresystem, GNU/Linux-distribution Debian, og navnet på den gruppe af frivillige fra hele verden, som vedligeholder distributionen, kaldet Debian-projektet.  Debian anvender Linux-kernen, men de fleste grundlæggende værktøjer kommer fra GNU-projektet, derfor navnet GNU/Linux.
Debian er blandt andet kendt for sit pakkehåndteringssystem, kaldet apt, der gør det forholdsvis nemt at opgradere fra både nyere og ældre udgaver af Debian og en næsten ubesværet af installere nye pakker, og som desuden kan fjerne gamle pakker fuldstændigt.  Debian-projektet beskriver Debian som "det universelle styresystem".
Debian-projektet støttes af donationer gennem Software in the Public Interest, en almennyttig organisation.
Navnet Debian kommer fra dets grundlægger, Ian Murdock og hans kone, Debra. Ordet "Debian" udtales derfor som navnenes tilsvarende stavelser på amerikansk-engelsk: /deb' ē ən/.
Flere Linux-distributioner er baseret på Debian, blandt andre Ubuntu og Linux Mint (som også har en Ubuntu-baseret variant).
Der arbejdes på at tilpasse (engelsk: port) Debian til andre frie kerner ud over Linux, blandt andre Hurd og FreeBSD.

## Debian GNU/Linux-versioner
Den seneste udgivne version af Debian kaldes "stable" (stabil). Desuden er der to ikke-udgivne forgreninger: "unstable" (ustabil), hvor den daglige udvikling foregår, og "testing" (test), som er en trin på vejen til den næste stabile udgave.
Alle versioner af Debian-distributionen har navn efter figurer i tegnefilmsserien Toy Story.  Den ustabile udgave af Debian hedder altid "sid" (unstable), efter drengen i filmen, der ødelægger sit legetøj.  Debian-udgivelserne har dog intet tilfælles med Disney-filmen ud over navnet.  Den næste stabile udgave efter "jessie" (i udviklingsfasen også kendt som "testing") kommer til at hedde "stretch"  (version 9), herefter følger "buster" (version 10) og "bullseye" (version 11).
- 12.0 - "bookworm", 10. juni 2023
- 11.0 – "bullseye", 14. august 2021
- 10.0 – "buster", 6. juli 2019
- 9.0 – "stretch", 17. juni 2017
- 8.0 – "jessie", 25. april 2015
- 7.0 – "wheezy", 4. maj 2013
- 6.0 – "squeeze", 6. februar 2011
- 5.0 – "lenny", 14. februar 2009
- 4.0 – "etch", 8. april 2007
- 3.1 – "sarge", 6. juni 2005
- 3.0 – "woody", 19. juli 2002
- 2.2 – "potato", 15. august 2000
- 2.1 – "slink", 9. marts 1999
- 2.0 – "hamm", 24. juli 1998
- 1.3 – "bo", 5. juni 1997
- 1.2 – "rex", 12. december 1996
- 1.1 – "buzz", 17. juni 1996
- 0.93R6 – 26. oktober 1995

## Projektets organisation
Debian-projektet er en organisation af frivillige, med tre grundlæggende dokumenter:
- Debians sociale kontrakt[4] hvor de grundlæggende principper, som medlemmerne retter sig efter, er fastlagt.
- Debians retningslinjer for fri software [5], der præciserer hvad der menes med udtrykket "fri software", som er en væsentlig del af den sociale kontrakt.
- Debians vedtægter [6], som beskriver den organisatoriske struktur for formel beslutningstagning i projektet, samt beskriver de generelle rettigheder og pligter som Debians projektleder, Debians projektsekretær og Debians udviklere har.

Debian-udviklerne vælger årligt en projektleder blandt sine egne medlemmer. Debians projektleder har flere særlige beføjelser, men han har ikke den absolutte myndighed over projektet. Han kan blive stemt ud eller en beslutning kan omgøres ved en afstemning blandt udviklerne jf. proceduren for generelle resolutioner. I praksis sker det sjældent. (Mens dette skrives, var det over et år siden den seneste afstemning jf. proceduren for generelle resolutioner, dog med undtagelse af valget til projektleder, som skal afholdes hvert år.)
Debians projektleder har ret til at uddelegere sin myndighed og flere udviklere har fået særligt ansvar som projektlederens delegater, som for eksempel Debians hold af systemadministratorer (der kender root-adgangskoden til
projekets computere), og den udgivelsesansvarlige, der opsætter mål for, hvornår distributionen skal udgives, forestår processen og tager den endelige beslutning om, hvornår der skal udgives. Mange delegater beholder deres poster gennem flere projektleder-perioder; de vigtigste positioner varetages af personer, der har været projektmedlemmer gennem lang tid og som folk har tillid til, og selv når der kommer en ny projektleder, er der kun få udskiftninger af delegater.
En oversigt over mange vigtige positioner i Debian-projektet findes på Debians organisatoriske webside Arkiveret 16. juni 2019 hos  Wayback Machine. Mange af, men ikke alle, disse positioner er uddelegeret af projektlederen.
Projektledere gennem årene:
- Ian Murdock (august 1993 – marts 1996), grundlægger af Debian-projektet
- Bruce Perens (april 1996 – december 1997)
- Ian Jackson (januar 1998 – december 1998)
- Wichert Akkerman (januar 1999 – marts 2001)
- Ben Collins (april 2001 – april 2002)
- Bdale Garbee (april 2002 – april 2003)
- Martin Michlmayr (marts 2003 – marts 2005)
- Branden Robinson (april 2005 – april 2006)
- Anthony Towns (april 2006 – april 2007)
- Sam Hocevar (april 2007 – april 2008)
- Steve McIntyre (april 2008 – april 2010)
- Stefano Zacchiroli (april 2010 – april 2013)
- Lucas Nussbaum (april 2013 – april 2015)
- Neil McGovern (april 2015 – april 2016)
- Mehdi Dogguy (fra april 2016)

## Hvervning af udviklere, motivering og fratrædelse
Debian-projektet modtager løbende ansøgninger fra folk, der ønsker at blive udviklere.  Disse ansøgere skal igennem en omfattende kontrolprocedure, der identificerer ansøgeren, dennes motivering, forståelse af projekets mål (beskrevet i den sociale kontrakt), samt vedkommendes tekniske færdigheder.
Debian-udviklere bliver medlemmer af projektet af mange årsage, nogle kendte årsager er:
- et ønske om at give fri software-fællesskabet noget til gengæld (praktisk talt alle ansøgere anvender fri software);
- et ønske om at få opfyldt en bestemt programmæssig opgave (nogle anser Debians brugerskare for at være en værdifuld gruppe til test og bevis af brugbarheden, af nyt programmel);
- et ønske om at gøre fri software konkurrencedygtig, eller videreføre dens konkurrencedygtighed, med proprietære alternativer;
- et ønske om at arbejde tæt sammen med folk, der har de samme holdninger, interesser og mål som en selv (der er en meget stærk fællesskabsfølelse i Debian-projektet, noget som ikke opleves af alle ansøgerne i deres lønnede arbejde);
- en glæde ved den iterative proces, som udvikling og -vedligehold af software er (nogle udviklere er næsten fanatiske med hensyn til hele tiden at forbedre og videreudvikle software).

En Debian-udvikler kan når som helst trække sig tilbage fra sin position, ved at sende en besked derom til medlemmerne (eller blot til Debians systemadministratorer, hvis man ønsker diskretion).  Kontoen bliver slettet og den kryptografiske nøgle slettes fra projekets nøglering (engelsk: key ring) (der sørger for, at uploadede pakker, signeret af udvikleren, accepteres i arkivet; se nedenfor).

## Debian-pakkers livsforløb
Alle Debian-pakker har en vedligeholder (normalt kun én, men nogle gange varetager små udviklerhold særligt komplicerede programmer).  Det er vedligeholderens ansvar, at være på omgangshøjde med nye udgivelser fra den officielle forfatter af programmellet (kaldet "opstrøm" eller "upstream"), hvis der er en sådan, samt sikre at pakken kan tilpasses til alle de maskinarkitekturer, som Debian understøtter, desuden skal vedkommende sikre at pakken lever op til Debians tekniske regler, rette fejl i pakken, som brugerne har rapporteret (brugerne kan være andre Debian-udviklere), og forbedre pakken, så den bliver lettere at bruge, får flere indstillingsmuligheder, bliver mere sikker og så videre.
Lejlighedsvist udsender en pakkevedligeholder, en ny udgave af en pakke, ved at uploade den til mappen "incoming" i Debians pakkearkiv (eller en "upload-kø", hvor der kører et periodisk batch-job, som overfører pakker til mappen incoming).  Med mellemrum (pt. en gang dagligt), gennemløbes mappen "incoming" af en automatiseret proces, der sikrer at uploadede filer er i orden (alle påkrævede filer er til stede) og at pakken har en digital signatur fra en Debian-udvikler.  Signaturen skal være fremstillet ved hjælp af OpenPGP-kompatibelt programmel.  Alle Debian-udviklere har offentlige nøgler.  Pakker signeres af to grunde: 1) for at markere ikke-signerede pakker, der kan være uploadet af en ondsindet person udenfor projektet, og som derfor ikke behandles yderligere, og 2) tillade registrering i tilfælde af, at en pakke indeholder en alvorlig fejl, en overtrædelse af reglerne (engelsk: policy) eller ondsindet kode.
Hvis det viser sig, at pakken i "incoming" er signeret korrekt og ellers er i orden, overføres den til et området i arkivet kaldet "pool'en".  I første omgang er accepterede pakker kun tilgængelige fra den "ustabile" programsamling, der indeholder de mest ajourførte udgaver af alle pakker.
Dog er ny kode også uprøvet kode, hvorfor pakkerne opbevares i dette udviklings-/kvalitetssikringsområde i flere dage (den præcise opbevaringstid er afhængig af, hvor meget det "haster" med det uploadede).
For at blive flyttet fra udviklings-/kvalitetssikringsområdet til programsamlingen "test" (testing) – det vil sige, den samling af pakker, der er kandidater til den næste udgave af Debians distribution – skal en pakke opfylde flere krav: 
- den skal have været i kvalitetssikringsområdet i et passende tidsrum;
- der må ikke være indsendt et større antal "udgivelseskritiske" fejl vedrørende pakken, end mod den aktuelle version i test-området. Udgivelseskritiske fejl, er fejl der er så alvorlige, at pakken er uegnet til at blive udgivet;
- den skal være oversat til alle arkitekturer, der forventes at være en del af udgivelsen;
- det skal være en pakke til en arkitektur, som forventes at være en del af en udgivelse (med andre ord, pakker til arkitekturer, der ikke udgives, findes kun i udviklings-/kvalitetssikrings-programsamlingen og ikke i programsamlingen med udgivelseskandidater);
- den må ikke være afhængig af nogen pakkeversioner, der ikke opfylder ovennævnte betingelser.

En udgivelseskritisk fejl i en pakke, som mange pakker er afhængige af, eksempelvis et delt bibliotek, kan derfor forhindre mange pakker i at blive overført til test-området, fordi det pågældende bibliotek betragtes som defekt.
Den udgivelsesansvarlige, som er en af projektleders delegater, kan i overensstemmelse med retningslinjerne, med nogle måneders varsel annoncere, at han har besluttet at udgive distributionen.  Dette sker når alle vigtige 
programmer er forholdsvis ajourførte i programsamlingen med udgivelseskandidater for alle arkitekturer, som det er planlagt at udgive, og når alle andre mål, den udgivelsesansvarlige har opsat, er opfyldt.  På det tidspunkt bliver 
alle pakker i programsamlingen med udgivelseskandidater en del af den udgivne programsamling.
En pakke – særligt gamle, stabile og sjældent opdaterede pakker – kan på samme tid tilhøre mere end én programsamling. Programsamlingerne er blot pegepinde til pakkerne i "pool'en", der er omtalt ovenfor.

## Embedded Debian
Embedded Debian er en Debian distribution, som benytter mindre plads end Debian.

## Distributioner, der er baseret på Debian
- antix
- Knoppix
- Libranet
- LinEx
- Linspire (tidligere kendt som Lindows)
- Linux Mint (deres ene variant)
- Morphix
- Progeny
- SempliceLinux
- Siduction
- Skolelinux
- SolydXK
- SparkyLinux
- Stormix
- Ubuntu, samt derivater heraf: Kubuntu, Xubuntu, Lubuntu med flere
- Xandros

## Distributioner, der installerer pakker via Debians "apt-get" værktøj
- Fink – kører under Mac OS X der kører på Darwin-kernen (FreeBSD).